# Dragpa Öser (Kaiserlicher Lehrer)
Dragpa Öser (tib.: grags pa ´od zer; chinesisch 扎巴俄色 (乞刺斯八斡节儿), Pinyin Daba Ese (Qicisibawojier)) (* 1246; † 1303) war Phagpas persönlicher Ratgeber. Von 1291 bis 1303 war er Kaiserlicher Lehrer (dishi / ti shri) der Mongolen-Kaiser Shizu (Kublai Khan) und Chengzong (Timur Khan/Öljeytü Qaγan). Er war die fünfte Person in diesem Amt des höchsten Mönchsbeamten der Zentralregierung für buddhistische Angelegenheiten.